# Hussa
Hussa est le septième roi connu de Bernicie. Il aurait régné de 585 à 592 ou 593, mais les dates des souverains northumbriens du VIe siècle sont hautement douteuses. Il succède à Frithuwald et précède Æthelfrith.
Son ascendance est inconnue, car il ne figure pas dans les listes d'enfants d'Ida, le fondateur du royaume de Bernicie. Il pourrait appartenir à une lignée rivale. La Chronique anglo-saxonne indique qu'en 603, son fils Hering participe à la bataille de Degsastan aux côtés d'Áedán mac Gabráin de Dál Riata contre Æthelfrith, le petit-fils d'Ida.